# 633 (tal)
633 är det naturliga heltal som följer 632 och följs av 634.

## Matematiska egenskaper
- 633 är ett udda tal.
- 633 är ett sammansatt tal.
- 633 är ett semiprimtal[1].

## Inom vetenskapen
- 633 Zelima, en asteroid.